# Nikuman
Il nikuman (肉まん? letteralmente: focaccia di carne) è un raviolo al vapore giapponese, simile al baozi, il suo corrispondente cinese. Si ottiene cucinando al vapore un impasto salato di farina e acqua ripieno di carne di maiale. Ne risulta una specie di focaccia di forma sferica schiacciata di consistenza simile al pane che viene consumata calda.
In Giappone è cucinato sia nei banchetti di strada sia nei convenience store, viene tenuto al caldo in speciali contenitori ed è solitamente pronto per essere consumato. Si trova anche preconfezionato nei supermercati (anche fuori dal Giappone). Il ripieno classico può essere sostituito da altri tipici della cucina internazionale (al gusto di curry o pizza).

## Varianti
- Butaman (豚まん?, butaman, letteralmente: focaccia di maiale) — equivalente del nikuman, questo nome è più comune in Kansai.
- Anman (あんまん?, anman, letteralmente: focaccia di azuki) — gli ingredienti utilizzati sono i fagioli azuki (koshian se gli azuki sono tutti schiacciati o tsubuan se ne rimane qualcuno intero). Per aumentarne il gusto, vengono aggiunti lardo e olio di sesamo. Sono simili ai cinesi doushabao.
- Kare-man (カレーまん?, karēman, letteralmente: focaccia di curry) — curcuma o colorante alimentare vengono aggiunti alla pasta per renderla gialla.